# Jan Hájek
Pour les articles homonymes, voir Hájek.
Jan Hájek, né le 7 août 1983 à Olomouc, est un joueur de tennis tchèque, professionnel de 2000 à 2014.

## Carrière
Il participe à la Coupe Davis avec l'équipe de République tchèque dans le groupe mondial en 2009, 2010, 2011 et 2013.

## Palmarès

### Titre en simple
Aucun

### Finale en simple
Aucune

### Titre en double (1)
| No | Date       | Nom et lieu du tournoi     | Catégorie | Surface    | Partenaire    | Finalistes                  | Score    |          |
| -- | ---------- | -------------------------- | --------- | ---------- | ------------- | --------------------------- | -------- | -------- |
| 1  | 30/12/2013 | Qatar ExxonMobil Open Doha | ATP 250   | Dur (ext.) | Tomáš Berdych | Alexander Peya Bruno Soares | 6-2, 6-4 | Parcours |

### Finale en double (1)
| No | Date       | Nom et lieu du tournoi    | Catégorie   | Surface      | Vainqueurs                            | Partenaire        | Score    |          |
| -- | ---------- | ------------------------- | ----------- | ------------ | ------------------------------------- | ----------------- | -------- | -------- |
| 1  | 30/04/2007 | BMW Open by FWU AG Munich | Int' Series | Terre (ext.) | Philipp Kohlschreiber Mikhail Youzhny | Jaroslav Levinský | 6-1, 6-4 | Parcours |

## Parcours dans les tournois duGrand Chelem

### En simple
| Année | Open d'Australie | Open d'Australie | Internationaux de France | Internationaux de France | Wimbledon       | Wimbledon     | US Open         | US Open     |
| ----- | ---------------- | ---------------- | ------------------------ | ------------------------ | --------------- | ------------- | --------------- | ----------- |
| 2006  | —                | —                | —                        | —                        | —               | —             | 2e tour (1/32)  | F. González |
| 2007  | 1er tour (1/64)  | J. C. Ferrero    | 3e tour (1/16)           | M. Baghdatís             | 1er tour (1/64) | J. C. Ferrero | —               | —           |
| 2008  | —                | —                | —                        | —                        | —               | —             | —               | —           |
| 2009  | —                | —                | —                        | —                        | —               | —             | —               | —           |
| 2010  | 2e tour (1/32)   | M. Youzhny       | 1er tour (1/64)          | S. Wawrinka              | 1er tour (1/64) | A. Murray     | 1er tour (1/64) | M. Fish     |
| 2011  | 1er tour (1/64)  | A. Roddick       | 1er tour (1/64)          | J.-W. Tsonga             | —               | —             | —               | —           |
| 2012  | —                | —                | —                        | —                        | —               | —             | 1er tour (1/64) | B. Baker    |
| 2013  | 1er tour (1/64)  | M. Raonic        | 2e tour (1/32)           | S. Querrey               | 1er tour (1/64) | N. Mahut      | —               | —           |
| 2014  | 1er tour (1/64)  | D. Džumhur       | —                        | —                        | —               | —             | —               | —           |

N.B. : à droite du résultat se trouve le nom de l'ultime adversaire.

### En double
| Année | Open d'Australie             | Open d'Australie         | Internationaux de France    | Internationaux de France    | Wimbledon                    | Wimbledon           | US Open                    | US Open               |
| ----- | ---------------------------- | ------------------------ | --------------------------- | --------------------------- | ---------------------------- | ------------------- | -------------------------- | --------------------- |
| 2006  | —                            | —                        | —                           | —                           | —                            | —                   | 1er tour (1/32) T. Berdych | M. Knowles D. Nestor  |
| 2007  | —                            | —                        | 1er tour (1/32) F. Čermák   | W. Arthurs F. Verdasco      | —                            | —                   | —                          | —                     |
| 2008  | —                            | —                        | —                           | —                           | —                            | —                   | —                          | —                     |
| 2009  | —                            | —                        | —                           | —                           | —                            | —                   | —                          | —                     |
| 2010  | —                            | —                        | 1er tour (1/32) L. Lacko    | B. Bryan M. Bryan           | 1er tour (1/32) R. Schüttler | A. Golubev A. Seppi | 1er tour (1/32) K. Vliegen | D. Marrero R. Ramírez |
| 2011  | 2e tour (1/16) A. Dolgopolov | M. Granollers T. Robredo | —                           | —                           | —                            | —                   | —                          | —                     |
| 2012  | —                            | —                        | —                           | —                           | —                            | —                   | 1er tour (1/32) L. Lacko   | E. Butorac P. Hanley  |
| 2013  | —                            | —                        | 1er tour (1/32) R. Štěpánek | M. Fyrstenberg M. Matkowski | 1er tour (1/32) J. Levinský  | M. Llodra N. Mahut  | —                          | —                     |

N.B. : le nom du ou de la partenaire se trouve sous le résultat ; le nom des ultimes adversaires se trouve à droite.

## Parcours dans lesMasters 1000
| Année | Indian Wells      | Miami                  | Monte-Carlo | Rome                | Hambourg puis Madrid | Canada | Cincinnati | Madrid puis Shanghai | Paris |
| ----- | ----------------- | ---------------------- | ----------- | ------------------- | -------------------- | ------ | ---------- | -------------------- | ----- |
| 2007  | 1er tour G. Cañas | 1er tour T. Gabachvili | —           | —                   | —                    | —      | —          | —                    | —     |
| 2008  | —                 | —                      | —           | —                   | —                    | —      | —          | —                    | —     |
| 2009  | —                 | —                      | —           | —                   | —                    | —      | —          | —                    | —     |
| 2010  | —                 | 1er tour S. Stakhovsky | —           | 1er tour P. Starace | —                    | —      | —          | —                    | —     |
| 2011  | —                 | —                      | —           | —                   | —                    | —      | —          | —                    | —     |
| 2012  | —                 | —                      | —           | —                   | —                    | —      | —          | —                    | —     |
| 2013  | —                 | 1er tour A. Ramos      | —           | 1er tour A. Ramos   | —                    | —      | —          | —                    | —     |

N.B. : sous le résultat se trouve le nom de l’ultime adversaire.